# Richard Desmarais
Richard Desmarais est un journaliste, animateur de télévision et hommes d'affaires québécois  originaire de Granby. Il est président à ADN5 Media et fut auparavant le Président et chef de la direction de Section Rouge Média, ainsi que copropriétaire et vice-président des stations de radio CFEI FM à St-Hyacinthe et CHRD FM à Drummondville. Il fut aussi le rédacteur en chef du magazine Photo Police.
Sur le plan télévisuel, il fut présentateur de 24/24, un magazine télé parlant des derniers crimes commis dans la région montréalaise diffusé à TQS ainsi que participant à l'émission Black Out, aussi diffusée à TQS. En septembre 2005, il fut embauché par TQS pour remplacer Gilles Proulx  à la barre de l'émission L'avocat et le diable, après le renvoi de ce dernier à la suite d'une controverse concernant ses propos diffamatoires au sujet d'une victime d'agression sexuelle lors de l'émission. Après le renvoi de Stéphane Gendron de l'émission le 18 décembre 2006, c'est le syndicaliste Gérald Larose qui remplaça ce dernier.
En 2000, il s'associe à l'avocat Jean-Pierre Rancourt pour fonder Section Rouge Média, en se portant notamment acquéreur des hebdomadaires d'affaires criminelles Allô Police et Photo Police. Il devient PDG de l'entreprise en 2003, mais démissionnera en 2008 afin de se consacrer de nouveau au journalisme.
En fin de carrière, il se retrouve à Ottawa où il agit comme conseiller politique du sénateur conservateur Jean-Guy Dagenais.